# Mimobolbus maculicollis
Mimobolbus maculicollis là một loài bọ cánh cứng trong họ Geotrupidae. Loài này được Boheman miêu tả khoa học năm 1857.